# Vojtech Miškovský
Vojtech Miškovský [vojtěch miškouský] (17. července 1924 – 22. června 2008) byl slovenský fotbalový záložník, který nastupoval i jako útočník. Po skončení hráčské kariéry působil jako trenér.

## Hráčská kariéra
Odchovanec Spišské Nové Vsi hrál v československé lize za Dynamo ČSD Košice, aniž by skóroval. Byl posledním žijícím hráčem mužstva, které v ročníku 1951 bojovalo do posledního kola o mistrovský titul. Byl přezdíván „Béla báči“ a patří k největším osobnostem v historii spišskonovoveské kopané. Za AC Spišská Nová Ves hrál rovněž lední hokej.

### Prvoligová bilance
| Ročník         | Zápasy | Góly | Minuty | Klub              |
| -------------- | ------ | ---- | ------ | ----------------- |
| I. liga 1950   | –      | 0    | –      | Dynamo ČSD Košice |
| I. liga 1951   | –      | 0    | –      | Dynamo ČSD Košice |
| CELKEM I. LIGA | –      | 0    | –      |                   |